# Airianem Vaeyah
Airyanəm Vaejah, que aproximadamente significa ‘expansión de los arios’ (es decir, los iranios) es la patria mítica de los antiguos iranios y una referencia en el Avesta zoroástricoa una de las ‘dieciséis tierras perfectas’ del Ahura Mazda.
Es considerado el mejor de los lugares, aunque por otro lado el Vīdēvdād afirma que hay solo dos meses de verano y diez de invierno, y a finales de invierno sufre de inundaciones.

## Etimología y palabras relacionadas
El término en antiguo iranio airyanəm vaējah (en avéstico) se forma a partir del caso genitivo plural de airya y la palabra vaējah (cuyo caso nominativo frecuentemente es vaējō). El significado de vaējah es incierto. Puede estar relacionado con el sánscrito vej o vij (en el período védico), que sugiere una región con un río de corriente rápida también ha sido interpretado por algunos como ‘semillas’ o ‘germen’. El avéstico airya está etimológicamente relacionado con el persa antiguo ariya.
El término relacionado *aryānām xšaθra- generó el nombre de Irán (a través de términos del iranio medio, como el persa medio Ērān-Shahr y en última instancia Ērān (durante el Imperio sasánida).

## Conceptos históricos
La ubicación histórica de Airyanem Vaejah es todavía incierto. En el primer capítulo del Vendidad hay una lista de dieciséis países, y algunos escritores afirman que Airyanem Vaejah se podría encontrar al norte de estos
Bahram Farahvashi y Nasser Takmil Homayoun sugieren que posiblemente Airyanem Vaejah se centró en torno a Corasmia, una región que ahora está dividida entre varias repúblicas del Asia Central. El historiador Elton L. Daniel, Universidad de Hawái, también ha afirmado que Corasmia habría sido el "lugar más probable" que correspondería al hogar original de los pueblos avésticos. y Dehjodá llamó una vez a Corasmia «la cuna de las tribus arias». Sin embargo, de acuerdo con el estudioso Michael Witzel, de la Universidad de Harvard, el «hogar de los arios» estaba en Afganistán y las tierras circundantes, mientras que Airyanem Vaejah habría estado en el altiplano central afgano.